# Lamath

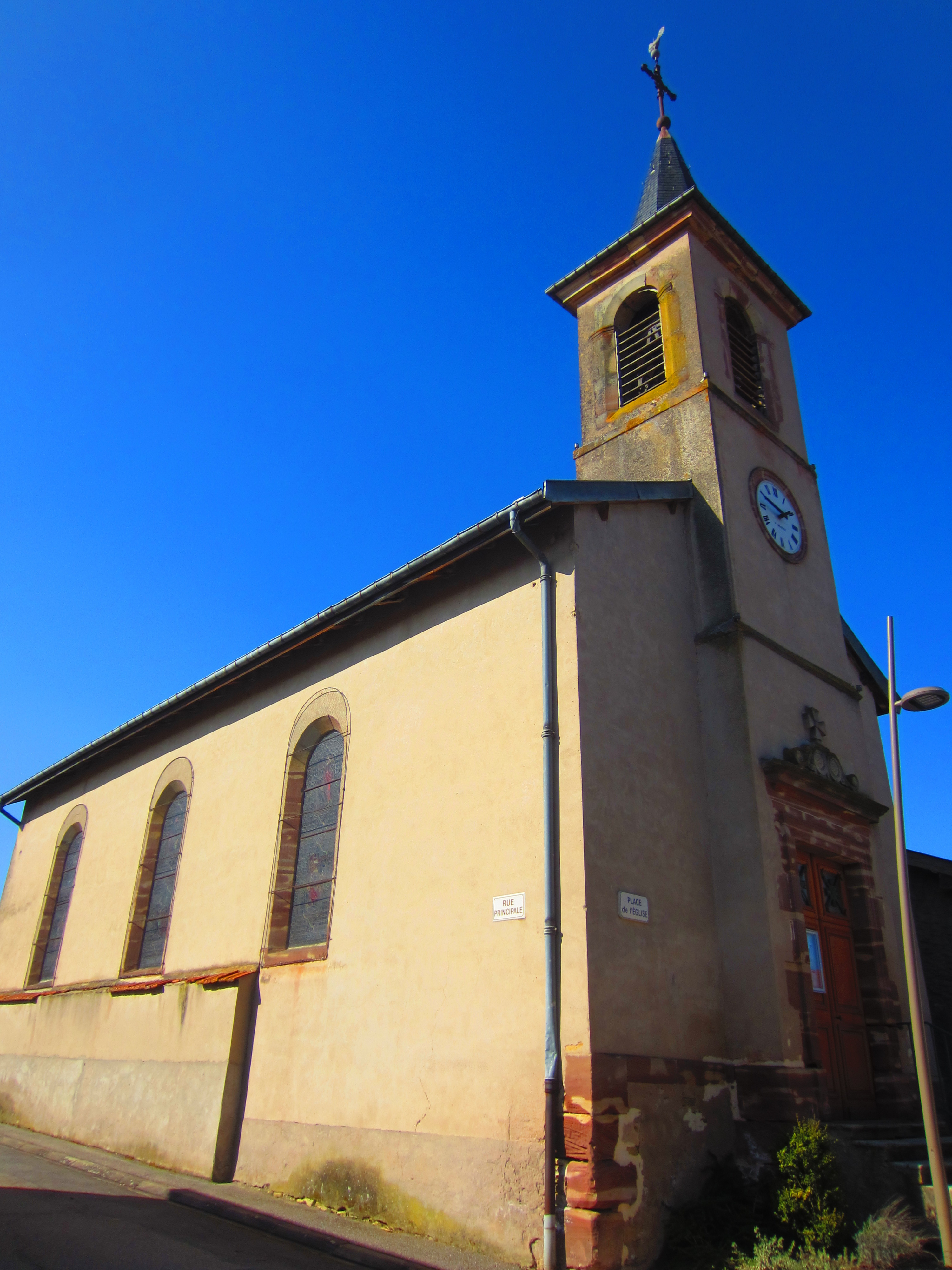
Kościół św. Szczepana (2014)

Lamath – miejscowość i gmina we Francji, w regionie Grand Est, w departamencie Meurthe i Mozela.
Według danych na rok 1990 gminę zamieszkiwało 175 osób, a gęstość zaludnienia wynosiła 31 osób/km² (wśród 2335 gmin Lotaryngii Lamath plasuje się na 870. miejscu pod względem liczby ludności, natomiast pod względem powierzchni na miejscu 952.).

## Populacja

Populacja Lamath w latach 1962–2008